# Weathertech Sportscar Championship 2017
Weathertech Sportscar Championship 2017 var den fjärde säsongen av den nordamerikanska racingserien för sportvagnar och GT-bilar, United SportsCar Championship och sanktionerades av International Motor Sports Association. Säsongen omfattade 12 deltävlingar.

## Tävlingskalender
| Datum         | Bana                    | Segrare Prototype - Team                             | Segrare PC - Team                                    | Segrare GTLM - Team                            | Segrare GTD - Team                                                                 |
| Datum         | Bana                    | Segrare Prototype - Förare                           | Segrare PC - Förare                                  | Segrare GTLM - Förare                          | Segrare GTD – Förare                                                               |
| ------------- | ----------------------- | ---------------------------------------------------- | ---------------------------------------------------- | ---------------------------------------------- | ---------------------------------------------------------------------------------- |
| 28-29 januari | Daytona                 | Wayne Taylor Racing                                  | Performance Tech Motorsports                         | Ford Chip Ganassi Racing                       | Alegra Motorsports                                                                 |
| 28-29 januari | Daytona                 | Max Angelelli Jeff Gordon Jordan Taylor Ricky Taylor | Nicholas Boulle James French Kyle Masson Pato O'Ward | Sébastien Bourdais Joey Hand Dirk Müller       | Michael Christensen Jesse Lazare Daniel Morad Carlos de Quesada Michael de Quesada |
| 18 mars       | Sebring                 | Wayne Taylor Racing                                  | Performance Tech Motorsports                         | Corvette Racing                                | Riley Motorsports - Team AMG                                                       |
| 18 mars       | Sebring                 | Alex Lynn Jordan Taylor Ricky Taylor                 | James French Kyle Masson Pato O'Ward                 | Antonio García Jan Magnussen Mike Rockenfeller | Jeroen Bleekemolen Mario Farnbacher Ben Keating                                    |
| 8 april       | Long Beach              | Wayne Taylor Racing                                  | Inga deltagare                                       | Corvette Racing                                | Riley Motorsports - WeatherTech Racing                                             |
| 8 april       | Long Beach              | Jordan Taylor Ricky Taylor                           | Inga deltagare                                       | Oliver Gavin Tommy Milner                      | Gunnar Jeannette Cooper MacNeil                                                    |
| 7 maj         | Circuit of the Americas | Wayne Taylor Racing                                  | Performance Tech Motorsports                         | Corvette Racing                                | Riley Motorsports - Team AMG                                                       |
| 7 maj         | Circuit of the Americas | Jordan Taylor Ricky Taylor                           | James French Pato O'Ward                             | Antonio García Jan Magnussen                   | Jeroen Bleekemolen Ben Keating                                                     |
| 3 juni        | Belle Isle              | Wayne Taylor Racing                                  | Performance Tech Motorsports                         | Inga deltagare                                 | Michael Shank Racing                                                               |
| 3 juni        | Belle Isle              | Jordan Taylor Ricky Taylor                           | James French Pato O'Ward                             | Inga deltagare                                 | Andy Lally Katherine Legge                                                         |
| 2 juli        | Watkins Glen            | Mustang Sampling Racing                              | Performance Tech Motorsports                         | BMW Team RLL                                   | Michael Shank Racing                                                               |
| 2 juli        | Watkins Glen            | Filipe Albuquerque João Barbosa Christian Fittipaldi | James French Kyle Masson Pato O'Ward                 | Bill Auberlen Alexander Sims                   | Andy Lally Katherine Legge                                                         |
| 9 juli        | Mosport                 | Whelen Engineering Racing                            | Performance Tech Motorsports                         | BMW Team RLL                                   | Stevenson Motorsports                                                              |
| 9 juli        | Mosport                 | Eric Curran Dane Cameron                             | James French Pato O'Ward                             | Bill Auberlen Alexander Sims                   | Lawson Aschenbach Andrew Davis                                                     |
| 22 juli       | Lime Rock               | Inga deltagare                                       | Inga deltagare                                       | Porsche GT Team                                | Park Place Motorsports                                                             |
| 22 juli       | Lime Rock               | Inga deltagare                                       | Inga deltagare                                       | Patrick Pilet Dirk Werner                      | Jörg Bergmeister Patrick Lindsey                                                   |
| 6 augusti     | Road America            | Tequila Patrón ESM                                   | Performance Tech Motorsports                         | Ford Chip Ganassi Racing                       | Turner Motorsport                                                                  |
| 6 augusti     | Road America            | Pipo Derani Johannes van Overbeek                    | James French Pato O'Ward                             | Joey Hand Dirk Müller                          | Jens Klingmann Jesse Krohn                                                         |
| 27 augusti    | Virginia                | Inga deltagare                                       | Inga deltagare                                       | Corvette Racing                                | Change Racing                                                                      |
| 27 augusti    | Virginia                | Inga deltagare                                       | Inga deltagare                                       | Antonio García Jan Magnussen                   | Corey Lewis Jeroen Mul                                                             |
| 24 september  | Laguna Seca             | VisitFlorida Racing                                  | Inga deltagare                                       | BMW Team RLL                                   | Scuderia Corsa                                                                     |
| 24 september  | Laguna Seca             | Marc Goossens Renger van der Zande                   | Inga deltagare                                       | John Edwards Martin Tomczyk                    | Alessandro Balzan Christina Nielsen                                                |
| 7 oktober     | Road Atlanta            | Tequila Patrón ESM                                   | BAR1 Motorsports                                     | BMW Team RLL                                   | Montaplast by Land-Motorsport                                                      |
| 7 oktober     | Road Atlanta            | Ryan Dalziel Brendon Hartley Scott Sharp             | Tomy Drissi John Falb Garett Grist                   | Bill Auberlen Kuno Wittmer Alexander Sims      | Connor De Phillippi Sheldon van der Linde Christopher Mies                         |

## Slutställning
| Klass     | Förare                              | Bilmärke  |
| --------- | ----------------------------------- | --------- |
| Prototype | Jordan Taylor Ricky Taylor          | Cadillac  |
| PC        | James French Pato O'Ward            |           |
| GTLM      | Antonio García Jan Magnussen        | Chevrolet |
| GTD       | Alessandro Balzan Christina Nielsen | Ferrari   |